# Erzbistum Detroit

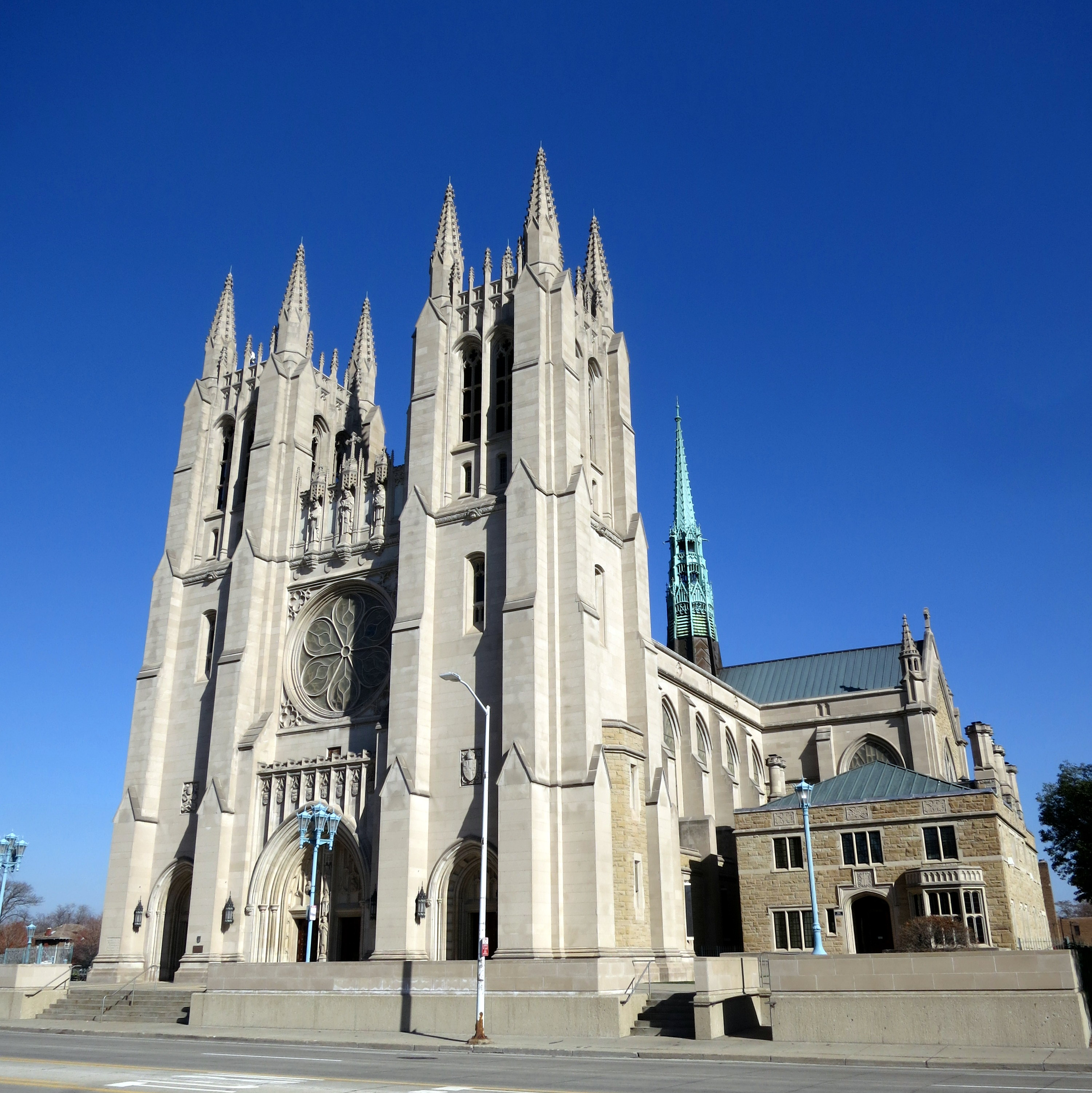
Kathedrale Most Blessed Sacrament

Das Erzbistum Detroit (lat.: Archidioecesis Detroitensis) ist eine Erzdiözese der römisch-katholischen Kirche mit Sitz in Detroit (Michigan, USA). Das Erzbistum umfasst die Gebiete Lapeer County, Macomb County, Monroe County, Oakland County, St. Clair County und Wayne County.

## Geschichte
Das Erzbistum wurde am 8. März 1833 aus dem Bistum Cincinnati herausgelöst und umfasste damals Michigan, Wisconsin, Minnesota und die Gebiete Dakotas östlich des Mississippi River. Unter Bischof Friedrich Reese wurde St. Anna zur ersten Kathedrale. Schon am 28. November 1843 wurde das Bistum Milwaukee aus ihm herausgelöst. Weitere Gebietsverluste brachten die Gründungen des Apostolischen Vikariates Upper Michigan, am 29. Juli 1853, des Bistums Grand Rapids, am 19. Mai 1882 und des Bistums Lansing, am 22. Mai 1937. Alle diese Bistümer wurden vollständig aus dem Bistum Detroit entnommen. Zugleich wurde Detroit jedoch am 22. Mai 1937 zum Metropolitan-Erzbistum der Kirchenprovinz Detroit erhoben, welcher heute die Bistümer Gaylord, Grand Rapids, Kalamazoo, Lansing und Saginaw angehören. Zur Gründung des letzteren gab das Bistum am 26. Februar 1938 noch einmal einige Gebiete ab.

## Sexueller Missbrauch
Im Erzbistum existierte das Hilfswerk Opus Bono Sacerdotii, das der Unterstützung missbrauchsverdächtiger Priester diente. 2017 führten staatsanwaltliche Ermittlungen zum Rücktritt seines gesamten Vorstandes. Im Juli 2019 wurde der Mitgründer des Opus Bono Sacerdotii, Eduard Perrone, als Priester der Pfarrei Assumption of the Blessed Virgin Mary in Detroit nach Missbrauchsvorwürfen suspendiert und im Februar 2022 kirchenrechtlich für schuldig befunden. 2019 veröffentlichte das Erzbistum eine Liste von Priestern, die „glaubwürdig sexueller Übergriffe beschuldigt“ wurden.

## Bischöfe von Detroit
- Frederick John Conrad Résé (Friedrich Reese) (1833–1871; ab 1840 wegen Krankheit im faktischen Ruhestand) 
  - Peter Paul Lefevere (Koadjutorbischof 1841–1869)[5]
  - Caspar Henry Borgess (Koadjutorbischof 1870)
- Caspar Henry Borgess (Diözesanbischof 1871–1887)
- John Samuel Foley (1888–1918)
- Michael James Gallagher (1918–1937)

## Erzbischöfe von Detroit
- Edward Aloysius Kardinal Mooney (1937–1958)
- John Francis Kardinal Dearden (1958–1980)
- Edmund Casimir Kardinal Szoka (1981–1990, dann Kurienkardinal)
- Adam Joseph Kardinal Maida (1990–2009)
- Allen Vigneron (2009–2025)
- Edward Joseph Weisenburger (seit 2025)